# 8321 Akim
A 8321 Akim (ideiglenes jelöléssel 1977 EX) a Naprendszer kisbolygóövében található aszteroida. Nyikolaj Sztyepanovics Csernih fedezte fel 1977. március 13-án.